# خوخ كورشنسكي
خوخ كورشنسكي أو لوز كورشنسكي (باللاتينية: Prunus korshinskyi) هو أحد أنواع جنس الخوخ من الفصيلة الوردية. يعد من أنواع اللوز البري.

## الموئل والانتشار
ينتشر في بلاد الشام.